# Grand Prix du Morbihan féminin 2022
La 11e édition du Grand Prix du Morbihan féminin a eu lieu le 14 mai 2022. La course fait partie du calendrier international féminin UCI 2022 en catégorie 1.1. Elle est remportée par la Néo-Zélandaise Ally Wollaston.

## Équipes
| UCI Women's WorldTeam- FDJ Nouvelle Aquitaine Futuroscope Équipes féminines continentales (13)- Aromitalia-Basso Bikes-Vaiano - Arkéa Pro Cycling Team - AG Insurance NXTG - Awol O'Shea - Cofidis - Ceratizit-WNT Pro Cycling - Emotional.fr - Tornatech - GSC - Blagnac - Farto-BTC - Parkhotel Valkenburg - Roxsolt Liv Sram - Stade Rochelais Charente-Maritime - St Michel-Auber 93 - Torelli-Cayman Islands-Scimitar Équipes nationales (2)- France - Pologne Équipe amateur- Centre mondial du cyclisme Équipe féminines amateur (6)- Elles-Groupama-Pays de la Loire - Isorex - Lanester Women Bretagne Sud - Macadam’s Cowboys & Girls - Sprinter Nice Métropole - VC Morteau Montbenoit |
| |

## Parcours
La course se déroule sur un circuit de 20,2 km autour de Grand-Champ parcouru 5 fois.

## Récit de course
Laura Asencio est la première échappée. Elle compte une quarantaine de secondes d'avance avant d'être reprise. À soixante-six kilomètres de l'arrivée, Grace Brown, Marieke de Groot et Marie-Morgane Le Deunff sortent. Leur avance reste faible, mais elles se maintiennent. À quarante-trois kilomètres de l'arrivée, Ally Wollaston, Hanna Nilsson, Anaïs Morichon et Vittoria Guazzini effectuent la jonction. L'écart monte à une minute. Plusieurs groupes de poursuite se forment, mais ils ne peuvent revenir. Aux vingt kilomètres, Marieke de Groot et Marie-Morgane Le Deunff sont distancée. À quatre kilomètres du but, Anaïs Morichon et Hanna Nilsson perdent également le contact, mais reviennent ensuite. Anaïs Morichon attaque dans le dernier kilomètre et est contré par Grace Brown. La victoire se joue au sprint. Wollaston se montre la plus rapide,.

## Classements

### Classement final
| \| Classement général \| Classement général \| Classement général \| Classement général \| Classement général \| \| Coureuse \| Coureuse \| Pays \| Équipe \| Temps \| \| ------------------ \| ------------------------- \| ------------------ \| ------------------------------------ \| ------------------ \| \| 1re \| Ally Wollaston \| Nouvelle-Zélande \| AG Insurance NXTG \| 2 h 49 min 11 s \| \| 2e \| Vittoria Guazzini \| Italie \| FDJ-Nouvelle Aquitaine-Futuroscope \| + 0 s \| \| 3e \| Grace Brown \| Australie \| FDJ-Nouvelle Aquitaine-Futuroscope \| + 4 s \| \| 4e \| Anaïs Morichon \| France \| Arkéa Pro Cycling Team \| + 20 s \| \| 5e \| Hanna Nilsson \| Suède \| Ceratizit-WNT Pro Cycling \| + 20 s \| \| 6e \| Agnieszka Skalniak-Sójka \| Pologne \| Atom Deweloper-Posciellux.pl-Wrocław \| + 1 min 28 s \| \| 7e \| Jade Wiel \| France \| FDJ-Nouvelle Aquitaine-Futuroscope \| + 1 min 28 s \| \| 8e \| Emilia Fahlin \| Suède \| FDJ-Nouvelle Aquitaine-Futuroscope \| + 1 min 28 s \| \| 9e \| Maria Giulia Confalonieri \| Italie \| Ceratizit-WNT Pro Cycling \| + 1 min 28 s \| \| 10e \| Martina Alzini \| Italie \| Cofidis \| + 1 min 28 s \| |                           |                  |                                      |                 |
| |                           |                  |                                      |                 |
| Source : Cycling Quotient |                           |                  |                                      |                 |
| Classement général |                           |                  |                                      |                 |
| Coureuse | Coureuse                  | Pays             | Équipe                               | Temps           |
| 1re | Ally Wollaston            | Nouvelle-Zélande | AG Insurance NXTG                    | 2 h 49 min 11 s |
| 2e | Vittoria Guazzini         | Italie           | FDJ-Nouvelle Aquitaine-Futuroscope   | + 0 s           |
| 3e | Grace Brown               | Australie        | FDJ-Nouvelle Aquitaine-Futuroscope   | + 4 s           |
| 4e | Anaïs Morichon            | France           | Arkéa Pro Cycling Team               | + 20 s          |
| 5e | Hanna Nilsson             | Suède            | Ceratizit-WNT Pro Cycling            | + 20 s          |
| 6e | Agnieszka Skalniak-Sójka  | Pologne          | Atom Deweloper-Posciellux.pl-Wrocław | + 1 min 28 s    |
| 7e | Jade Wiel                 | France           | FDJ-Nouvelle Aquitaine-Futuroscope   | + 1 min 28 s    |
| 8e | Emilia Fahlin             | Suède            | FDJ-Nouvelle Aquitaine-Futuroscope   | + 1 min 28 s    |
| 9e | Maria Giulia Confalonieri | Italie           | Ceratizit-WNT Pro Cycling            | + 1 min 28 s    |
| 10e | Martina Alzini            | Italie           | Cofidis                              | + 1 min 28 s    |

### Points UCI
| Position           | 1er | 2e | 3e | 4e | 5e | 6e | 7e | 8e | 9e | 10e | 11e | 12e | 13e à 15e | 16e à 25e |
| Classement général | 125 | 85 | 70 | 60 | 50 | 40 | 35 | 30 | 25 | 20  | 15  | 10  | 5         | 3         |

## Liste des participantes
| FDJ-Nouvelle Aquitaine-Futuroscope FSF | FDJ-Nouvelle Aquitaine-Futuroscope FSF | FDJ-Nouvelle Aquitaine-Futuroscope FSF |
| -------------------------------------- | -------------------------------------- | -------------------------------------- |
| Num                                    | Coureuse                               | Pos                                    |
| 1                                      | Grace Brown (AUS)                      | 3e                                     |
| 2                                      | Emilia Fahlin (SWE)                    | 8e                                     |
| 3                                      | Maëlle Grossetête (FRA)                | 32e                                    |
| 4                                      | Vittoria Guazzini (ITA)                | 2e                                     |
| 5                                      | Marie Le Net (FRA)                     | 23e                                    |
| 6                                      | Jade Wiel (FRA)                        | 7e                                     |

| Aromitalia-Basso Bikes-Vaiano VAI | Aromitalia-Basso Bikes-Vaiano VAI | Aromitalia-Basso Bikes-Vaiano VAI |
| --------------------------------- | --------------------------------- | --------------------------------- |
| Num                               | Coureuse                          | Pos                               |
| 11                                | Rasa Leleivytė (LTU)              | 16e                               |
| 12                                | Francesca Baroni (ITA)            | 52e                               |
| 13                                | Inga Čilvinaitė (LTU) (route)     | AB                                |
| 14                                | Milena Del Sarto (ITA)            | AB                                |
| 15                                | Valentina Scandolara (ITA)        | AB                                |
| 16                                | Lara Scarselli (ITA)              | AB                                |

| Parkhotel Valkenburg PHV | Parkhotel Valkenburg PHV  | Parkhotel Valkenburg PHV |
| ------------------------ | ------------------------- | ------------------------ |
| Num                      | Coureuse                  | Pos                      |
| 21                       | Femke Markus (NED)        | 19e                      |
| 22                       | Femke Gerritse (NED)      | 40e                      |
| 23                       | Anne Van Rooijen (NED)    | 12e                      |
| 24                       | Kirstie van Haaften (NED) | AB                       |

| Arkéa Pro Cycling Team ARK | Arkéa Pro Cycling Team ARK    | Arkéa Pro Cycling Team ARK |
| -------------------------- | ----------------------------- | -------------------------- |
| Num                        | Coureuse                      | Pos                        |
| 31                         | Greta Richioud (FRA)          | AB                         |
| 32                         | Typhaine Laurance (FRA)       | 15e                        |
| 33                         | Amandine Fouquenet (FRA)      | 38e                        |
| 34                         | Marie-Morgane Le Deunff (FRA) | 42e                        |
| 35                         | Anaïs Morichon (FRA)          | 4e                         |

| AG Insurance NXTG AGI | AG Insurance NXTG AGI   | AG Insurance NXTG AGI |
| --------------------- | ----------------------- | --------------------- |
| Num                   | Coureuse                | Pos                   |
| 41                    | Ally Wollaston (NZL)    | 1re                   |
| 42                    | Lone Meertens (BEL)     | 37e                   |
| 43                    | Amber Aernouts (NED)    | AB                    |
| 44                    | Gaia Masetti (ITA)      | 33e                   |
| 45                    | Cassia Boglio (AUS)     | AB                    |
| 46                    | Eline Van Rooijen (NED) | 63e                   |

| Torelli-Cayman Islands-Scimitar ___ | Torelli-Cayman Islands-Scimitar ___ | Torelli-Cayman Islands-Scimitar ___ |
| ----------------------------------- | ----------------------------------- | ----------------------------------- |
| Num                                 | Coureuse                            | Pos                                 |
| 51                                  | Caoimhe O'Brien (IRL)               | AB                                  |
| 52                                  | Lee Boon (NZL)                      | 51e                                 |
| 53                                  | Orla Walsh (IRL)                    | AB                                  |
| 54                                  | Kim Cadzow (NZL)                    | 14e                                 |
| 55                                  | Holly Breck (USA)                   | AB                                  |
| 56                                  | Nicole Coates (GBR)                 | 31e                                 |

| Emotional.FR-Tornatech-GSC Blagnac VS 31 MTG | Emotional.FR-Tornatech-GSC Blagnac VS 31 MTG | Emotional.FR-Tornatech-GSC Blagnac VS 31 MTG |
| -------------------------------------------- | -------------------------------------------- | -------------------------------------------- |
| Num                                          | Coureuse                                     | Pos                                          |
| 61                                           | Célia Le Mouël (FRA)                         | 17e                                          |
| 62                                           | Andrea Martinez (MEX)                        | 27e                                          |
| 63                                           | Adèle Normand (CAN)                          | 25e                                          |
| 64                                           | Cindy Pomares (FRA)                          | 39e                                          |
| 65                                           | Lucie Liboreau (FRA)                         | 49e                                          |
| 66                                           | Balladyne Tritsch (FRA)                      | 59e                                          |

| Cofidis COF | Cofidis COF                   | Cofidis COF |
| ----------- | ----------------------------- | ----------- |
| Num         | Coureuse                      | Pos         |
| 71          | Martina Alzini (ITA)          | 10e         |
| 72          | Alana Castrique (BEL)         | 29e         |
| 73          | Valentine Fortin (FRA)        | 22e         |
| 74          | Cédrine Kerbaol (FRA)         | AB          |
| 75          | Victoire Berteau (FRA)        | 41e         |
| 76          | Gabrielle Pilote Fortin (CAN) | AB          |

| Ceratizit-WNT Pro Cycling WNT | Ceratizit-WNT Pro Cycling WNT       | Ceratizit-WNT Pro Cycling WNT |
| ----------------------------- | ----------------------------------- | ----------------------------- |
| Num                           | Coureuse                            | Pos                           |
| 81                            | Hanna Nilsson (SWE)                 | 5e                            |
| 82                            | Laura Asencio (FRA)                 | 28e                           |
| 83                            | Maria Giulia Confalonieri (ITA)     | 9e                            |
| 85                            | Kathrin Schweinberger (AUT) (route) | 60e                           |
| 86                            | Clea Seidel (GER)                   | AB                            |

| Awol O'Shea AWO | Awol O'Shea AWO                | Awol O'Shea AWO |
| --------------- | ------------------------------ | --------------- |
| Num             | Coureuse                       | Pos             |
| 91              | Emily Meakin (GBR)             | AB              |
| 92              | Maddie Wadsworth (GBR)         | AB              |
| 93              | Phoebe Martin (GBR)            | AB              |
| 94              | Francesca Morgans-Slader (GBR) | 46e             |
| 95              | Connie Hayes (GBR)             | AB              |
| 96              | Georgia Bullard (GBR)          | AB              |

| RoxSolt Liv Sram RXS | RoxSolt Liv Sram RXS       | RoxSolt Liv Sram RXS |
| -------------------- | -------------------------- | -------------------- |
| Num                  | Coureuse                   | Pos                  |
| 101                  | Nicole Frain (AUS) (route) | AB                   |
| 102                  | Justine Barrow (AUS)       | 36e                  |
| 103                  | Matilda Field (AUS)        | AB                   |
| 104                  | Courtney Sherwell (AUS)    | AB                   |
| 105                  | Saffron Button (AUS)       | AB                   |

| Stade Rochelais Charente-Maritime CMW | Stade Rochelais Charente-Maritime CMW | Stade Rochelais Charente-Maritime CMW |
| ------------------------------------- | ------------------------------------- | ------------------------------------- |
| Num                                   | Coureuse                              | Pos                                   |
| 111                                   | Anastasiya Kolesava (BLR)             | AB                                    |
| 112                                   | Maëva Squiban (FRA)                   | 11e                                   |
| 113                                   | Marion Colard (FRA)                   | AB                                    |
| 114                                   | Séverine Eraud (FRA)                  | 20e                                   |

| BTC City Ljubljana-Scott BCL | BTC City Ljubljana-Scott BCL | BTC City Ljubljana-Scott BCL |
| ---------------------------- | ---------------------------- | ---------------------------- |
| Num                          | Coureuse                     | Pos                          |
| 121                          | Erika Jesenko (SLO)          | 56e                          |
| 122                          | Tjaša Sušnik (SLO)           | 21e                          |
| 125                          | Nina Pugelj (SLO)            | AB                           |
| 126                          | Urška Bravec (SLO)           | 45e                          |

| St Michel-Auber 93 AUB | St Michel-Auber 93 AUB | St Michel-Auber 93 AUB |
| ---------------------- | ---------------------- | ---------------------- |
| Num                    | Coureuse               | Pos                    |
| 131                    | Sandrine Bideau (FRA)  | 24e                    |
| 132                    | Simone Boilard (CAN)   | 26e                    |
| 133                    | Laura Da Cruz (FRA)    | AB                     |
| 134                    | Margot Pompanon (FRA)  | AB                     |
| 135                    | Coralie Demay (FRA)    | 35e                    |
| 136                    | Océane Tessier (FRA)   | AB                     |

| Centre mondial du cyclisme WCC | Centre mondial du cyclisme WCC | Centre mondial du cyclisme WCC |
| ------------------------------ | ------------------------------ | ------------------------------ |
| Num                            | Coureuse                       | Pos                            |
| 141                            | Selam Ahama Gerefiel (ETH)     | 58e                            |
| 142                            | Veronika Jandová (CZE)         | AB                             |
| 143                            | Natalia Franco (COL)           | 62e                            |
| 144                            | Elina Tasane (EST)             | AB                             |
| 146                            | Luciana Roland (ARG)           | AB                             |
| 147                            | Dziyana Lebedz (BLR)           | AB                             |

| Farto-BTC FAR | Farto-BTC FAR                    | Farto-BTC FAR |
| ------------- | -------------------------------- | ------------- |
| Num           | Coureuse                         | Pos           |
| 151           | Ántri Christofórou (CYP) (route) | 13e           |
| 152           | Ariadna Gutiérrez (MEX)          | AB            |
| 153           | Marta Romeu (ESP)                | AB            |
| 154           | Marie-Soleil Blais (CAN)         | AB            |
| 155           | Azulde Britz (RSA)               | AB            |

| Pologne POL | Pologne POL                  | Pologne POL |
| ----------- | ---------------------------- | ----------- |
| Num         | Coureuse                     | Pos         |
| 161         | Karolina Karasiewicz (route) | AB          |
| 162         | Karolina Kumięga             | 18e         |
| 163         | Katarzyna Wilkos             | AB          |
| 164         | Patrycja Lorkowska           | AB          |
| 165         | Agnieszka Skalniak-Sójka     | 6e          |
| 166         | Karolina Perekitko           | 55e         |

| France FRA | France FRA       | France FRA |
| ---------- | ---------------- | ---------- |
| Num        | Coureuse         | Pos        |
| 171        | Marine Louboutin | AB         |
| 172        | Marie Camenen    | 57e        |
| 173        | Cyndie Lacour    | AB         |
| 174        | Elisa Lemetayer  | AB         |
| 175        | Eléa Raison      | AB         |

| VC Morteau Montbenoit ___ | VC Morteau Montbenoit ___ | VC Morteau Montbenoit ___ |
| ------------------------- | ------------------------- | ------------------------- |
| Num                       | Coureuse                  | Pos                       |
| 181                       | Marie Gielen (FRA)        | 50e                       |
| 182                       | Margot Grosjean (FRA)     | AB                        |
| 183                       | Annika Liehner (SUI)      | AB                        |
| 184                       | Annika Baumer (GER)       | AB                        |
| 185                       | Emeline Courtot (FRA)     | AB                        |
| 186                       | Cécile Lejeune (FRA)      | AB                        |

| Elles-Groupama-Pays de la Loire ___ | Elles-Groupama-Pays de la Loire ___ | Elles-Groupama-Pays de la Loire ___ |
| ----------------------------------- | ----------------------------------- | ----------------------------------- |
| Num                                 | Coureuse                            | Pos                                 |
| 191                                 | Flavie Boulais (FRA)                | AB                                  |
| 192                                 | Justine Gegu (FRA)                  | 47e                                 |
| 193                                 | Coline Raby (FRA)                   | 61e                                 |
| 194                                 | Laurie Vezie (FRA)                  | AB                                  |
| 195                                 | Sarah Pope (FRA)                    | AB                                  |
| 196                                 | Sophie Almeida (FRA)                | AB                                  |

| Macadam’s Cowboys & Girls ___ | Macadam’s Cowboys & Girls ___ | Macadam’s Cowboys & Girls ___ |
| ----------------------------- | ----------------------------- | ----------------------------- |
| Num                           | Coureuse                      | Pos                           |
| 201                           | Eloïse Prevoteau (FRA)        | AB                            |
| 202                           | Anabel Yapura (ARG)           | 34e                           |
| 203                           | Chloé Charpentier (FRA)       | 44e                           |
| 204                           | Elissa Proulx (CAN)           | AB                            |
| 205                           | Mille Troelsen                | AB                            |

| Sprinter Nice Métropole ___ | Sprinter Nice Métropole ___ | Sprinter Nice Métropole ___ |
| --------------------------- | --------------------------- | --------------------------- |
| Num                         | Coureuse                    | Pos                         |
| 211                         | Emilie Fortin (CAN)         | 30e                         |
| 212                         | Malorie Beunard (FRA)       | AB                          |
| 213                         | Marine Guerin (FRA)         | 48e                         |
| 214                         | Axelle Guirado (FRA)        | 53e                         |
| 215                         | Amélie Ratignier (FRA)      | AB                          |
| 216                         | Louhanna Duplouy (FRA)      | AB                          |

| Isorex NoAqua Ladies Cycling DDG | Isorex NoAqua Ladies Cycling DDG | Isorex NoAqua Ladies Cycling DDG |
| -------------------------------- | -------------------------------- | -------------------------------- |
| Num                              | Coureuse                         | Pos                              |
| 221                              | Marieke de Groot (NED)           | 43e                              |
| 222                              | Abbie Manley (GBR)               | AB                               |
| 223                              | Hanna Theys (BEL)                | AB                               |
| 224                              | Devon Kuijstermans (NED)         | AB                               |
| 225                              | Emily Knight (GBR)               | AB                               |
| 226                              | Demi van Dijke (NED)             | 54e                              |

| Lanester Women Bretagne Sud ___ | Lanester Women Bretagne Sud ___ | Lanester Women Bretagne Sud ___ |
| ------------------------------- | ------------------------------- | ------------------------------- |
| Num                             | Coureuse                        | Pos                             |
| 231                             | Loreleï Vachey (FRA)            | AB                              |
| 232                             | Léa Pitard (FRA)                | AB                              |
| 233                             | Emilie Jamme (FRA)              | AB                              |
| 234                             | Angelina Robic (FRA)            | AB                              |
| 235                             | Maëva Corlay Le Baron (FRA)     | AB                              |
| 236                             | Sylvia Le Gleut (FRA)           | 64e                             |

| FDJ-Nouvelle Aquitaine-Futuroscope FSF | FDJ-Nouvelle Aquitaine-Futuroscope FSF | FDJ-Nouvelle Aquitaine-Futuroscope FSF |
| -------------------------------------- | -------------------------------------- | -------------------------------------- |
| Num                                    | Coureuse                               | Pos                                    |
| 1                                      | Grace Brown (AUS)                      | 3e                                     |
| 2                                      | Emilia Fahlin (SWE)                    | 8e                                     |
| 3                                      | Maëlle Grossetête (FRA)                | 32e                                    |
| 4                                      | Vittoria Guazzini (ITA)                | 2e                                     |
| 5                                      | Marie Le Net (FRA)                     | 23e                                    |
| 6                                      | Jade Wiel (FRA)                        | 7e                                     |

| Aromitalia-Basso Bikes-Vaiano VAI | Aromitalia-Basso Bikes-Vaiano VAI | Aromitalia-Basso Bikes-Vaiano VAI |
| --------------------------------- | --------------------------------- | --------------------------------- |
| Num                               | Coureuse                          | Pos                               |
| 11                                | Rasa Leleivytė (LTU)              | 16e                               |
| 12                                | Francesca Baroni (ITA)            | 52e                               |
| 13                                | Inga Čilvinaitė (LTU) (route)     | AB                                |
| 14                                | Milena Del Sarto (ITA)            | AB                                |
| 15                                | Valentina Scandolara (ITA)        | AB                                |
| 16                                | Lara Scarselli (ITA)              | AB                                |

| Parkhotel Valkenburg PHV | Parkhotel Valkenburg PHV  | Parkhotel Valkenburg PHV |
| ------------------------ | ------------------------- | ------------------------ |
| Num                      | Coureuse                  | Pos                      |
| 21                       | Femke Markus (NED)        | 19e                      |
| 22                       | Femke Gerritse (NED)      | 40e                      |
| 23                       | Anne Van Rooijen (NED)    | 12e                      |
| 24                       | Kirstie van Haaften (NED) | AB                       |

| Arkéa Pro Cycling Team ARK | Arkéa Pro Cycling Team ARK    | Arkéa Pro Cycling Team ARK |
| -------------------------- | ----------------------------- | -------------------------- |
| Num                        | Coureuse                      | Pos                        |
| 31                         | Greta Richioud (FRA)          | AB                         |
| 32                         | Typhaine Laurance (FRA)       | 15e                        |
| 33                         | Amandine Fouquenet (FRA)      | 38e                        |
| 34                         | Marie-Morgane Le Deunff (FRA) | 42e                        |
| 35                         | Anaïs Morichon (FRA)          | 4e                         |

| AG Insurance NXTG AGI | AG Insurance NXTG AGI   | AG Insurance NXTG AGI |
| --------------------- | ----------------------- | --------------------- |
| Num                   | Coureuse                | Pos                   |
| 41                    | Ally Wollaston (NZL)    | 1re                   |
| 42                    | Lone Meertens (BEL)     | 37e                   |
| 43                    | Amber Aernouts (NED)    | AB                    |
| 44                    | Gaia Masetti (ITA)      | 33e                   |
| 45                    | Cassia Boglio (AUS)     | AB                    |
| 46                    | Eline Van Rooijen (NED) | 63e                   |

| Torelli-Cayman Islands-Scimitar ___ | Torelli-Cayman Islands-Scimitar ___ | Torelli-Cayman Islands-Scimitar ___ |
| ----------------------------------- | ----------------------------------- | ----------------------------------- |
| Num                                 | Coureuse                            | Pos                                 |
| 51                                  | Caoimhe O'Brien (IRL)               | AB                                  |
| 52                                  | Lee Boon (NZL)                      | 51e                                 |
| 53                                  | Orla Walsh (IRL)                    | AB                                  |
| 54                                  | Kim Cadzow (NZL)                    | 14e                                 |
| 55                                  | Holly Breck (USA)                   | AB                                  |
| 56                                  | Nicole Coates (GBR)                 | 31e                                 |

| Emotional.FR-Tornatech-GSC Blagnac VS 31 MTG | Emotional.FR-Tornatech-GSC Blagnac VS 31 MTG | Emotional.FR-Tornatech-GSC Blagnac VS 31 MTG |
| -------------------------------------------- | -------------------------------------------- | -------------------------------------------- |
| Num                                          | Coureuse                                     | Pos                                          |
| 61                                           | Célia Le Mouël (FRA)                         | 17e                                          |
| 62                                           | Andrea Martinez (MEX)                        | 27e                                          |
| 63                                           | Adèle Normand (CAN)                          | 25e                                          |
| 64                                           | Cindy Pomares (FRA)                          | 39e                                          |
| 65                                           | Lucie Liboreau (FRA)                         | 49e                                          |
| 66                                           | Balladyne Tritsch (FRA)                      | 59e                                          |

| Cofidis COF | Cofidis COF                   | Cofidis COF |
| ----------- | ----------------------------- | ----------- |
| Num         | Coureuse                      | Pos         |
| 71          | Martina Alzini (ITA)          | 10e         |
| 72          | Alana Castrique (BEL)         | 29e         |
| 73          | Valentine Fortin (FRA)        | 22e         |
| 74          | Cédrine Kerbaol (FRA)         | AB          |
| 75          | Victoire Berteau (FRA)        | 41e         |
| 76          | Gabrielle Pilote Fortin (CAN) | AB          |

| Ceratizit-WNT Pro Cycling WNT | Ceratizit-WNT Pro Cycling WNT       | Ceratizit-WNT Pro Cycling WNT |
| ----------------------------- | ----------------------------------- | ----------------------------- |
| Num                           | Coureuse                            | Pos                           |
| 81                            | Hanna Nilsson (SWE)                 | 5e                            |
| 82                            | Laura Asencio (FRA)                 | 28e                           |
| 83                            | Maria Giulia Confalonieri (ITA)     | 9e                            |
| 85                            | Kathrin Schweinberger (AUT) (route) | 60e                           |
| 86                            | Clea Seidel (GER)                   | AB                            |

| Awol O'Shea AWO | Awol O'Shea AWO                | Awol O'Shea AWO |
| --------------- | ------------------------------ | --------------- |
| Num             | Coureuse                       | Pos             |
| 91              | Emily Meakin (GBR)             | AB              |
| 92              | Maddie Wadsworth (GBR)         | AB              |
| 93              | Phoebe Martin (GBR)            | AB              |
| 94              | Francesca Morgans-Slader (GBR) | 46e             |
| 95              | Connie Hayes (GBR)             | AB              |
| 96              | Georgia Bullard (GBR)          | AB              |

| RoxSolt Liv Sram RXS | RoxSolt Liv Sram RXS       | RoxSolt Liv Sram RXS |
| -------------------- | -------------------------- | -------------------- |
| Num                  | Coureuse                   | Pos                  |
| 101                  | Nicole Frain (AUS) (route) | AB                   |
| 102                  | Justine Barrow (AUS)       | 36e                  |
| 103                  | Matilda Field (AUS)        | AB                   |
| 104                  | Courtney Sherwell (AUS)    | AB                   |
| 105                  | Saffron Button (AUS)       | AB                   |

| Stade Rochelais Charente-Maritime CMW | Stade Rochelais Charente-Maritime CMW | Stade Rochelais Charente-Maritime CMW |
| ------------------------------------- | ------------------------------------- | ------------------------------------- |
| Num                                   | Coureuse                              | Pos                                   |
| 111                                   | Anastasiya Kolesava (BLR)             | AB                                    |
| 112                                   | Maëva Squiban (FRA)                   | 11e                                   |
| 113                                   | Marion Colard (FRA)                   | AB                                    |
| 114                                   | Séverine Eraud (FRA)                  | 20e                                   |

| BTC City Ljubljana-Scott BCL | BTC City Ljubljana-Scott BCL | BTC City Ljubljana-Scott BCL |
| ---------------------------- | ---------------------------- | ---------------------------- |
| Num                          | Coureuse                     | Pos                          |
| 121                          | Erika Jesenko (SLO)          | 56e                          |
| 122                          | Tjaša Sušnik (SLO)           | 21e                          |
| 125                          | Nina Pugelj (SLO)            | AB                           |
| 126                          | Urška Bravec (SLO)           | 45e                          |

| St Michel-Auber 93 AUB | St Michel-Auber 93 AUB | St Michel-Auber 93 AUB |
| ---------------------- | ---------------------- | ---------------------- |
| Num                    | Coureuse               | Pos                    |
| 131                    | Sandrine Bideau (FRA)  | 24e                    |
| 132                    | Simone Boilard (CAN)   | 26e                    |
| 133                    | Laura Da Cruz (FRA)    | AB                     |
| 134                    | Margot Pompanon (FRA)  | AB                     |
| 135                    | Coralie Demay (FRA)    | 35e                    |
| 136                    | Océane Tessier (FRA)   | AB                     |

| Centre mondial du cyclisme WCC | Centre mondial du cyclisme WCC | Centre mondial du cyclisme WCC |
| ------------------------------ | ------------------------------ | ------------------------------ |
| Num                            | Coureuse                       | Pos                            |
| 141                            | Selam Ahama Gerefiel (ETH)     | 58e                            |
| 142                            | Veronika Jandová (CZE)         | AB                             |
| 143                            | Natalia Franco (COL)           | 62e                            |
| 144                            | Elina Tasane (EST)             | AB                             |
| 146                            | Luciana Roland (ARG)           | AB                             |
| 147                            | Dziyana Lebedz (BLR)           | AB                             |

| Farto-BTC FAR | Farto-BTC FAR                    | Farto-BTC FAR |
| ------------- | -------------------------------- | ------------- |
| Num           | Coureuse                         | Pos           |
| 151           | Ántri Christofórou (CYP) (route) | 13e           |
| 152           | Ariadna Gutiérrez (MEX)          | AB            |
| 153           | Marta Romeu (ESP)                | AB            |
| 154           | Marie-Soleil Blais (CAN)         | AB            |
| 155           | Azulde Britz (RSA)               | AB            |

| Pologne POL | Pologne POL                  | Pologne POL |
| ----------- | ---------------------------- | ----------- |
| Num         | Coureuse                     | Pos         |
| 161         | Karolina Karasiewicz (route) | AB          |
| 162         | Karolina Kumięga             | 18e         |
| 163         | Katarzyna Wilkos             | AB          |
| 164         | Patrycja Lorkowska           | AB          |
| 165         | Agnieszka Skalniak-Sójka     | 6e          |
| 166         | Karolina Perekitko           | 55e         |

| France FRA | France FRA       | France FRA |
| ---------- | ---------------- | ---------- |
| Num        | Coureuse         | Pos        |
| 171        | Marine Louboutin | AB         |
| 172        | Marie Camenen    | 57e        |
| 173        | Cyndie Lacour    | AB         |
| 174        | Elisa Lemetayer  | AB         |
| 175        | Eléa Raison      | AB         |

| VC Morteau Montbenoit ___ | VC Morteau Montbenoit ___ | VC Morteau Montbenoit ___ |
| ------------------------- | ------------------------- | ------------------------- |
| Num                       | Coureuse                  | Pos                       |
| 181                       | Marie Gielen (FRA)        | 50e                       |
| 182                       | Margot Grosjean (FRA)     | AB                        |
| 183                       | Annika Liehner (SUI)      | AB                        |
| 184                       | Annika Baumer (GER)       | AB                        |
| 185                       | Emeline Courtot (FRA)     | AB                        |
| 186                       | Cécile Lejeune (FRA)      | AB                        |

| Elles-Groupama-Pays de la Loire ___ | Elles-Groupama-Pays de la Loire ___ | Elles-Groupama-Pays de la Loire ___ |
| ----------------------------------- | ----------------------------------- | ----------------------------------- |
| Num                                 | Coureuse                            | Pos                                 |
| 191                                 | Flavie Boulais (FRA)                | AB                                  |
| 192                                 | Justine Gegu (FRA)                  | 47e                                 |
| 193                                 | Coline Raby (FRA)                   | 61e                                 |
| 194                                 | Laurie Vezie (FRA)                  | AB                                  |
| 195                                 | Sarah Pope (FRA)                    | AB                                  |
| 196                                 | Sophie Almeida (FRA)                | AB                                  |

| Macadam’s Cowboys & Girls ___ | Macadam’s Cowboys & Girls ___ | Macadam’s Cowboys & Girls ___ |
| ----------------------------- | ----------------------------- | ----------------------------- |
| Num                           | Coureuse                      | Pos                           |
| 201                           | Eloïse Prevoteau (FRA)        | AB                            |
| 202                           | Anabel Yapura (ARG)           | 34e                           |
| 203                           | Chloé Charpentier (FRA)       | 44e                           |
| 204                           | Elissa Proulx (CAN)           | AB                            |
| 205                           | Mille Troelsen                | AB                            |

| Sprinter Nice Métropole ___ | Sprinter Nice Métropole ___ | Sprinter Nice Métropole ___ |
| --------------------------- | --------------------------- | --------------------------- |
| Num                         | Coureuse                    | Pos                         |
| 211                         | Emilie Fortin (CAN)         | 30e                         |
| 212                         | Malorie Beunard (FRA)       | AB                          |
| 213                         | Marine Guerin (FRA)         | 48e                         |
| 214                         | Axelle Guirado (FRA)        | 53e                         |
| 215                         | Amélie Ratignier (FRA)      | AB                          |
| 216                         | Louhanna Duplouy (FRA)      | AB                          |

| Isorex NoAqua Ladies Cycling DDG | Isorex NoAqua Ladies Cycling DDG | Isorex NoAqua Ladies Cycling DDG |
| -------------------------------- | -------------------------------- | -------------------------------- |
| Num                              | Coureuse                         | Pos                              |
| 221                              | Marieke de Groot (NED)           | 43e                              |
| 222                              | Abbie Manley (GBR)               | AB                               |
| 223                              | Hanna Theys (BEL)                | AB                               |
| 224                              | Devon Kuijstermans (NED)         | AB                               |
| 225                              | Emily Knight (GBR)               | AB                               |
| 226                              | Demi van Dijke (NED)             | 54e                              |

| Lanester Women Bretagne Sud ___ | Lanester Women Bretagne Sud ___ | Lanester Women Bretagne Sud ___ |
| ------------------------------- | ------------------------------- | ------------------------------- |
| Num                             | Coureuse                        | Pos                             |
| 231                             | Loreleï Vachey (FRA)            | AB                              |
| 232                             | Léa Pitard (FRA)                | AB                              |
| 233                             | Emilie Jamme (FRA)              | AB                              |
| 234                             | Angelina Robic (FRA)            | AB                              |
| 235                             | Maëva Corlay Le Baron (FRA)     | AB                              |
| 236                             | Sylvia Le Gleut (FRA)           | 64e                             |